# El Letrero
El Letrero es una localidad mexicana ubicada en el municipio de Múgica del estado de Michoacán. Se ubica en la llamada Tierra Caliente Mexicana.

## Geografía
A la localidad le corresponden las coordenadas geográficas 18°57′44.0″ de latitud norte y -102°6′35.0″ de longitud oeste, con una altitud de 302 m s. n. m. Se encuentra a una distancia aproximada de 4.9 kilómetros al noreste de la cabecera municipal, Nueva Italia de Ruiz.

### Orografía
Su relieve lo constituye en su totalidad la Depresión del Balsas.

### Clima
Es seco estepario con lluvias en verano. Tiene una precipitación de 245 mm anuales y su temperatura va desde los 22 °C a los 37 °C.

## Demografía
El Letrero cuenta según datos del XIV Censo General de Población y Vivienda llevado a cabo por el Instituto Nacional de Estadística y Geografía en el año 2020 con una población de 2030 habitantes de los cuales 985 son mujeres y 1045 sonn hombres, lo que representa un aumento de 171 habitantes respecto al censo de 2010.

### Población de El Letrero 1930-2020
| Gráfica de evolución demográfica de El Letrero entre 1930 y 2020                                  |
|                                                                                                   |
| Población de los censos del Instituto Nacional de Estadística y Geografía (INEGI) de 1930 a 2020. |

## Festividades
- 15 y 16 de septiembre-Aniversario de la Independencia
- 16 de noviembre-Aniversario de la fundación del Ejido
- 20 de noviembre-Aniversario de la Revolución Mexicana